# پیرساعت‌چای
پیرساعت‌چای (به لاتین: Pirsaatçay) یک منطقه مسکونی در جمهوری آذربایجان است که در شهرستان حاجی‌قبول واقع شده است.